# 利光哲夫
利光 哲夫（としみつ てつお、1933年3月10日 - 2003年3月14日）は、日本の演劇評論家、翻訳家。

## 略歴
東京生まれ。学習院大学大学院仏文学専攻修士課程修了。演劇雑誌『テアトロ』編集長のほか、フランス演劇の翻訳などをおこなう。

## 著書
- 『反=演劇の回路』（勁草書房） 1986.5

## 翻訳
- 『フランスの前衛劇』（ミシェル・コルヴァン、石沢秀二共訳、白水社、文庫クセジュ） 1967
- 『ゆで卵 ゆで卵の作り方』（白水社、イヨネスコ戯曲全集4） 1969
- 『演劇 その起源から現代まで』上・下（レオン・ムウシナック、美術出版社、美術選書） 1970 - 1973
- 『大典礼』（フェルナンド・アラバール、白水社、現代世界演劇6 (不条理劇1)） 1971
- 『世界の前衛劇』（ミシェル・コルヴァン、白水社、文庫クセジュ） 1971
- 『建築家とアッシリア皇帝』（アラバール、筑摩書房、筑摩世界文学大系85 (現代劇集)） 1974
- 『サラカナ / 事件 / ブラジルへの旅』（岩瀬孝編、テアトロ、ギィ・フォワシイ戯曲集） 1980.10
- 『アフリカ一周自転車旅行』（ジャン=フランソワ・ベルニー、早川書房） 1981.5
- 『最高の職業 / 各人各蛇 / 車』（早川書房、ボリス・ヴィアン全集8） 1982.2.
- 『無の贈与 祭りの意味するもの』（ジャン・デュヴィニョー、東海大学出版会、東海選書） 1983.4
- 『アラバール戯曲集4』（思潮社） 1985.12
- 『笑いのたくらみ 喜劇性と滑稽さの博物誌』（ジャン・デュヴィニョー、東海大学出版会） 1993.2

## 参考
- 『アラバール戯曲集4』
- 「文藝家協会ニュース」 2012年2・3月